# Ergolz
Ergolz är ett vattendrag i Schweiz. Det ligger i den centrala delen av landet, 70 km norr om huvudstaden Bern.
I omgivningarna runt Ergolz växer i huvudsak blandskog. Runt Ergolz är det tätbefolkat, med 331 invånare per kvadratkilometer.